# Mai 1883

## Événements
- 12 mai (Sud-Ouest africain) : les Allemands s’installent à Angra Pequena qu’ils rebaptisent Lüderitz Bucht.

- 15 mai : blocus de l’île de Madagascar et occupation de Majunga par la marine de guerre française. Le Premier ministre Rainilaiarivony refuse l’ultimatum de l’amiral Pierre. Les Français occupent plusieurs villes du littoral (1883-1885).

- 24 mai : inauguration du pont de Brooklyn.

## Naissances
- 1er mai : Pierre Theunis, sculpteur belge († 24 avril 1950).
- 15 mai :
  - Lucian Bernhard, graphiste, affichiste, créateur de caractères, architecte d’intérieur et professeur allemand († 29 mai 1972).
  - Maurice Feltin, cardinal français, archevêque de Paris († 27 septembre 1975).
- 18 mai : Walter Gropius, architecte, designer et urbaniste allemand († 1969).
- 20 mai : Charles Cruchon, coureur cycliste français († 28 février 1956).
- 23 mai : Douglas Fairbanks, acteur de cinéma américain († 12 décembre 1939).
- 26 mai : Mamie Smith : chanteuse de blues américaine († 1946).

## Décès
- 16 mai : Ferdinand de Braekeleer, peintre et graveur belge (° 12 février 1792).
- 24 mai : L'émir Abd El-Kader, homme politique, écrivain et humaniste né dans la Régence d'Alger (° 1808).